# Malarina masseyensis
Malarina masseyensis is een spinnensoort in de taxonomische indeling van de Stiphidiidae.
Het dier behoort tot het geslacht Malarina. De wetenschappelijke naam van de soort werd voor het eerst geldig gepubliceerd in 2000 door V. T. Davies & Lambkin.